# Deltaspis nigripennis
Deltaspis nigripennis är en skalbaggsart som beskrevs av Bates 1880. Deltaspis nigripennis ingår i släktet Deltaspis och familjen långhorningar. Inga underarter finns listade i Catalogue of Life.